# Edoardo Menichelli
Edoardo Menichelli (n. Serripola, San Severino Marche, Macerata, Italia, 14 de octubre de 1939) es un cardenal-arzobispo católico y teólogo italiano. Actualmente Arzobispo emérito de Ancona-Osimo y desde el consistorio celebrado por el papa Francisco el 14 de febrero es cardenal de Sagrados Corazones de Jesús y María en Tor Fiorenza y miembro de la Congregación para las Iglesias Orientales y del Pontificio Consejo para los Agentes Sanitarios.

## Biografía

### Formación
Nacido en la población italiana de Serripola (San Severino Marche, Provincia de Macerata) en el año 1939. Realizó su formación eclesiástica y estudió Teología y filosofía en el Seminario institucional de San Severino Marche y luego en el Pontificio Seminario Regional de San Pío X de Fano. Posteriormente pasó a la Pontificia Universidad Lateranense de la ciudad de Roma, donde obtuvo una licenciatura in utroque iure en Teología pastoral.

### Sacerdocio
El día 3 de julio de 1965, fue ordenado sacerdote de la Diócesis de San Severino Marche.
Tras su ordenación como sacerdote, pasó a ser pastor asistente de la parroquia de San José y fue profesor de religión en diferentes escuelas estatales.
El 30 de septiembre de 1986, con la unificación de la Diócesis de San Severino Marche con la Arquidiócesis de Camerino, fue asignado a la nueva Arquidiócesis de Camerino-San Severino Marche. Durante estos años además de su labor pastoral trabajó para la Curia Romana, en el Tribunal Supremo de la Signatura Apostólica y luego en la secretaría de la Congregación para las Iglesias Orientales, donde conoció al cardenal Achille Silvestrini y se convirtió en su secretario personal. También ha trabajado en la oficina de consejo de familia de la Facultad de Medicina de la Policlínico Agostino Gemelli, del que a su vez fue capellán y fue parte activa en el sínodo de la Diócesis de Roma en 1993.

### Episcopado
Posteriormente el día 10 de junio de 1994, el papa Juan Pablo II, lo nombró como Arzobispo de la Arquidiócesis de Chieti-Vasto. Recibió la consagración episcopal el 9 de julio en Roma, a manos del cardenal Silvestrini y teniendo como co-consagrantes a Antony Valentini y Mons. Piergiorgio Nesti. 
Seguidamente tras pasar allí diez años, el 8 de enero de 2004, Juan Pablo II, lo nombró como nuevo Arzobispo de Ancona-Osimo, tomando posesión el 7 de marzo de ese año y cargo que actualmente mantiene.
Durante este tiempo, ha sido Secretario de la Comisión para la Familia de la Conferencia Episcopal Italiana, Presidente de la Región Eclesiástica de Marcas y Asistente eclesiástico nacional de la Asociación de Médicos Católicos Italianos.
El 15 de octubre de 2014, al llegar a su 75 cumpleaños, presentó su dimisión como requiere el Derecho canónico, pero el papa Francisco ha extendido su mandato como arzobispo de Ancona-Osimo durante un año. En ese mismo mes de octubre fue miembro de la III Asamblea General Extraordinaria del Sínodo de los Obispos sobre la familia celebrado en la Ciudad del Vaticano.

### Cardenalato
Tras el consistorio que se celebró el día 14 de febrero de 2015, el papa Francisco, lo ha elevado al rango de cardenal siendo el primer titular del recién creado título cardenalicio de Sagrados Corazones de Jesús y María en Tor Fiorenza.
El 17 de marzo de 2015 fue nombrado miembro de Congregación para las Iglesias Orientales y del Pontificio Consejo para los Agentes Sanitarios.

## Condecoraciones
| Distinción                                                               |
| ------------------------------------------------------------------------ |
| Bailío Gran Cruz de la Sagrada Orden Militar Constantiniana de San Jorge |
| Comendador de la Orden del Santo Sepulcro de Jerusalén                   |